# Regeringstaburett

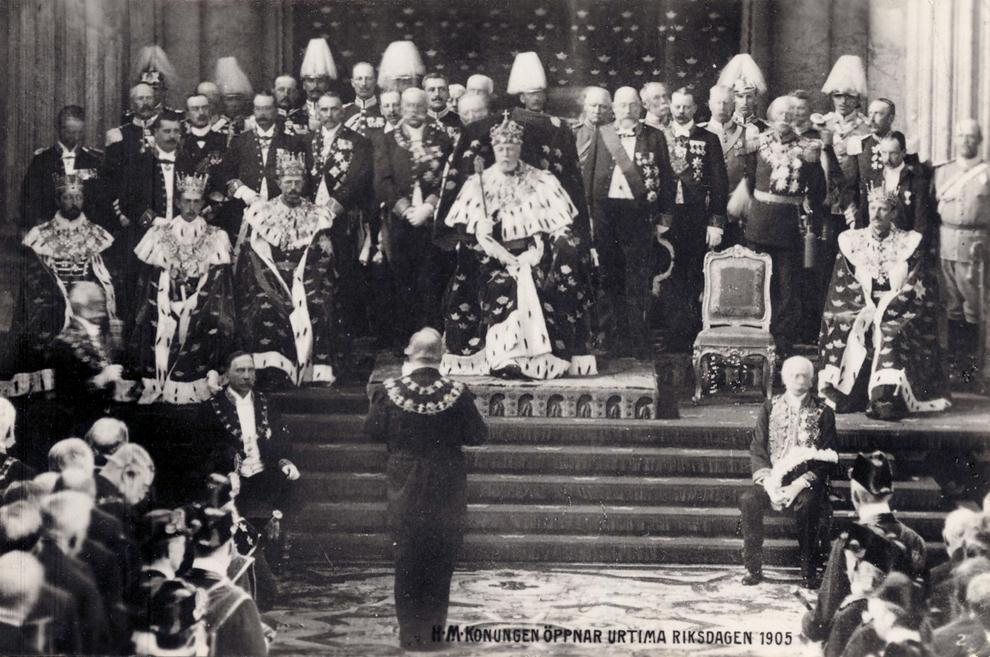
Statsminister Johan Ramstedt (till vänster) och utrikesminister August Gyldenstolpe (till höger) sittande på taburetter vid riksdagens högtidliga öppnande 1905.

Regeringstaburett är ett informellt namn på en statsrådsportfölj i den Svenska regeringen. Ett statsråd sägs sitta på en av regeringens taburetter. Namnet stammar från 1700-talet då Gustav III började låta sina riksråd sitta på taburetter, vilket är en palliknande möbel utan ryggstöd, vid konseljerna på slottet, allt efter franskt mönster. Taburetterna kom med tiden att förkroppsliga hela statsrådsämbetet och blev en viktig maktsymbol. Under 1800-talet slutade man att begagna taburetter vid konseljerna, främst på grund av deras obekvämlighet, och ersatte dessa med vadderade och guldpläterade stolar. 
Taburetterna användes dock symboliskt vid Riksdagens högtidliga öppnande fram till dess avskaffande 1974, då statsministern och utrikesministern satt på taburetter på vardera sida om kungatronen under trontalets uppläsande. Uttrycker regeringstaburetterna används idag[när?] även som en synonym till regeringsställning, då det anses som en oppositions främsta mål att i val lyckas med bedriften att "ta sig fram till regeringstaburetterna".